# Кабанська волость
Кабанська волость — історична адміністративно-територіальна одиниця Куп'янського повіту Харківської губернії з центром у слободі Кабанне.
Станом на 1885 рік складалася з 20 поселень, 10 сільських громад. Населення — 12 756 осіб (6554 чоловічої статі та 6202 — жіночої), 2304 дворових господарства.
|                     | Площа, десятин | У тому числі орної, дес. |
| ------------------- | -------------- | ------------------------ |
| Сільських громад    | 26100          | 19921                    |
| Приватної власності | 11896          | 3893                     |
| Казенної власності  | 1076           | 267                      |
| Іншої власності     | 248            | 146                      |
| Загалом             | 39320          | 24227                    |

Поселення волості:
- Кабанне — колишня державна слобода при річці Красна за 70 верст від повітового міста, 4518 осіб, 785 дворових господарств, 2 православні церкви, школа, поштова станція, 5 лавок, 3 ярмарки на рік.
- Мілуватка  — колишня державна слобода при річці Красна, 3122 особи, 608 дворових господарств, православна церква, школа, 3 лавки, 3 ярмарки на рік.
- Новомикільське — колишня державна слобода при річці Красна, 1936 осіб, 366 дворових господарств, православна церква, школа, лавка, 2 ярмарки на рік.
- Юріївка — колишня державна слобода, 424 особи, 99 дворових господарств, православна церква, поштова станція, 2 лавки, 4 ярмарки на рік.